# الدوري الهولندي الدرجة الأولى 1991–92
الدوري الهولندي الدرجة الأولى 1991–1992 هو الموسم السادس والثلاثون من الدوري الهولندي الدرجة الأولى منذ إنشائه في عام 1956م. فاز بهذا الموسم نادي كامبور.

## الفرق
يشارك 20 نادي في الدوري: النادي الذي يحتل المرتبة الأولى في هذا الدوري يتأهل مباشرة إلى الدوري الهولندي الممتاز، تأهل في هذه الدوري نادي كامبور.